# Haus Haan
Haus Haan ist eine Wasserburg und ein ehemaliges Rittergut. Es ist im Kölner Stadtteil Höhenhaus an der Grenze zum Stadtteil Dünnwald gelegen.

## Beschreibung
Es handelt sich um eine Anlage im Geviert, im Zentrum und nicht vollständig von Gebäuden umschlossen, steht das Haupthaus. Es liegt auf einer hoch aufgemauerten Insel und ist komplett von einem Wassergraben umschlossen. Auf die Insel führt vom Innenhof der Anlage eine stark ansteigende steinerne Bogenbrücke.
Das Herrenhaus selbst ist ein schmuckloser Geviertbau mit Fensterachsen auf jeder Seite, zweigeschossig und mit hohem Mansardendach. Das Herrenhaus ist zu drei Seiten ab dem Wassergraben von den ehemaligen Wirtschaftsgebäuden jüngeren Datums umgeben. Ein Tordurchgang (zur heutigen Straße „Zeisbuschweg“) befindet sich gegenüber dem Zugang zum Herrenhaus.
Der Wassergraben der Burg wird durch einen kleinen Bachlauf gespeist, der am Dünnwalder Mauspfad vom Mutzbach linker Hand abzweigt und durch ein Wehr reguliert werden kann.

## Geschichte
1203 wurde eine Burganlage an der dortigen Stelle erstmals urkundlich erwähnt. Bereits vor 1200 wurde an dieser Stelle durch den Ritter Seybold von Blech auf einer Rodung die erste Motte oder Burg errichtet. Im Jahre 1230 ging diese Anlage in den Besitz des Ritters Konstantin von Haane über. Die Namensgeber der heutigen Wasserburg ergeben sich aus Urkunden im Zusammenhang mit Rechtsstreitigkeiten mit dem adeligen Frauenkloster in Dünnwald über die Wasserrechte am Mutzbach.
Die Söhne des Konstantin von Haane, die Brüder Nikolaus und Jakob von Haane, gerieten nämlich 1264 mit dem Kloster Dünnwald in Streit über die Benutzung des Mutzbaches. Dem Dünnwalder Kloster stand das Recht zu, den Bach zum Betrieb seiner Mühle zu nutzen. Graf Adolf mit dem Barte hatte dem Kloster die Nutzung des Bachwassers gestattet. Die streitbaren Ritter von Haahn füllten jedoch den Burggraben mit dem Wasser des Mutzbaches. Die Gräfin Margarete von Berg und ihr Sohn Adolf setzen daher nach jahrzehntelangem Streit ein aus zwölf Personen bestehendes Schiedsgericht ein um den Streit zu beenden. Der Streit endete zu Gunsten des Klosters, dem das alleinige Nutzungsrecht an dem Wasserlauf eingeräumt wurde. Das Kloster musste jedoch „um des Friedens Willen“ den Rittern die Nutzung des Bachwassers an zwei Tagen und Nächten wöchentlich, von Samstag bis Sonntag und von Mittwoch bis Donnerstag, jeweils 9:00 Uhr, gestatten. Das Wasser durfte jedoch ausschließlich in den Burggraben bzw. zur Burg geleitet werden. Zur Sicherung des Friedens sollte zudem eine Verwandte der Ritter in das Konvent der Schwestern in Dünnwald aufgenommen werden. Weiter musste das Kloster den Rittern 20 „mark cöllnischer“ Währung zahlen, für im Rechtsstreit erlittene Schäden und Belästigungen.
Im Jahr 1355 ließ der Ritter Wilhelm von Haane eine Mühle bauen, nämlich dort, wo der Mutzbach von der untersten Heideterrasse in das Rheintal abfloss, etwa in Höhe des heutigen Dünnwalder Mauspfades. Sie wurde wohl in Vereinbarung mit dem Dünnwalder Kloster betrieben, denn Wilhelm von Haane war dem Kloster sehr zugetan und machte reiche Stiftungen an das Kloster. Die Mühle wurde als Walkmühle betrieben. Bis zum Bau und Betrieb dieser Mühle musste man zum Walken von Tuch und Leder weite Wege nach Mülheim am Strunder Bach machen. Diese lange im Besitz des Hauses Haan stehende Mühle wurde später „unters Walkmühl“ (untere Walkmühle) genannt. Der Betrieb der Mühle wurde an Pächter vergeben.
Nach den Rittern von Haane ging die Burg im Rahmen der Erbfolge auf die Familie der Ritter von Lülsdorf über, die von 1373 bis 1710 hier wohnten und deren Stammsitz Haus Haan wurde. Durch Brandschatzung während des Dreißigjährigen Krieges wurde die Burg im Jahre 1628 in Mitleidenschaft gezogen und durch kaiserliche Truppen niedergebrannt. Das Herrenhaus in seiner heutiger Gestalt wurde im Jahre 1730 errichtet und 1786 renoviert.
In der Erbfolge kam die Burg an die Familie Droste zu Vischering, die das Anwesen 1812 an einen Herrn Brügelmann aus Ratingen veräußerte. Friedrich Wilhelm Brügelmann wurde als Verwalter auf Haus Haan eingesetzt und gründete 1822 die noch heute in Köln ansässige Firma Brügelmann. Das Haus Haan verkaufte er 1818 an den Freiherren von Fürstenberg zu Neheim, die späteren Grafen von Fürstenberg-Stammheim. Die Grafen von Stammheim veräußerten die Anlage im Jahr 1828 an die Stadt Köln. Mangels eines Nutzungskonzeptes verfiel die Anlage mit den Jahren und wurde in Teilen (Wirtschaftsgebäude) als Reiterhof genutzt. Die Stadt Köln veräußerte die Anlage 1986 und es erfolgte ein Umbau zu einer Eigentumswohnanlage.

## Sagen, Gedichte

### Sage vom Tunnel zum Dünnwalder Kloster
Die Sage berichtet, dass Haus Haan mit dem Dünnwalder Kloster durch einen unterirdischen Gang verbunden sei. Durch diesen haben sich der Sage nach die Nonnen in Sicherheit gebracht, wenn das Kloster feindlich überfallen wurde.

### Gedicht „der Grafenstohl en dr Kirch“ von Franz Peter Kürten
„Der Stammelder Graf, - der ale, dem em vürrige Jahrhondert gestorve es, - der kom vill nom Pastur un hett vill för de Kirch gedonn. Der hatt och ne Stohl en der Kirch, de ieschte vam Trett av, onger dem Prädigstohl. Do es jo och sien Wappe draan. De Bank wor zeglich för de Burglück vam Haan, sing Päächter.“